# L'Assomption (de Champaigne)
Pour les articles homonymes, voir Assomption (homonymie).
L'Assomption est un tableau réalisé en 1638 par le peintre français Philippe de Champaigne. Cette peinture à l'huile sur toile, de 354 × 179 cm, est une peinture chrétienne qui représente l'Assomption. L'œuvre est actuellement conservée au musée de Grenoble, dans la région Auvergne-Rhône-Alpes, en France. 

## Historique

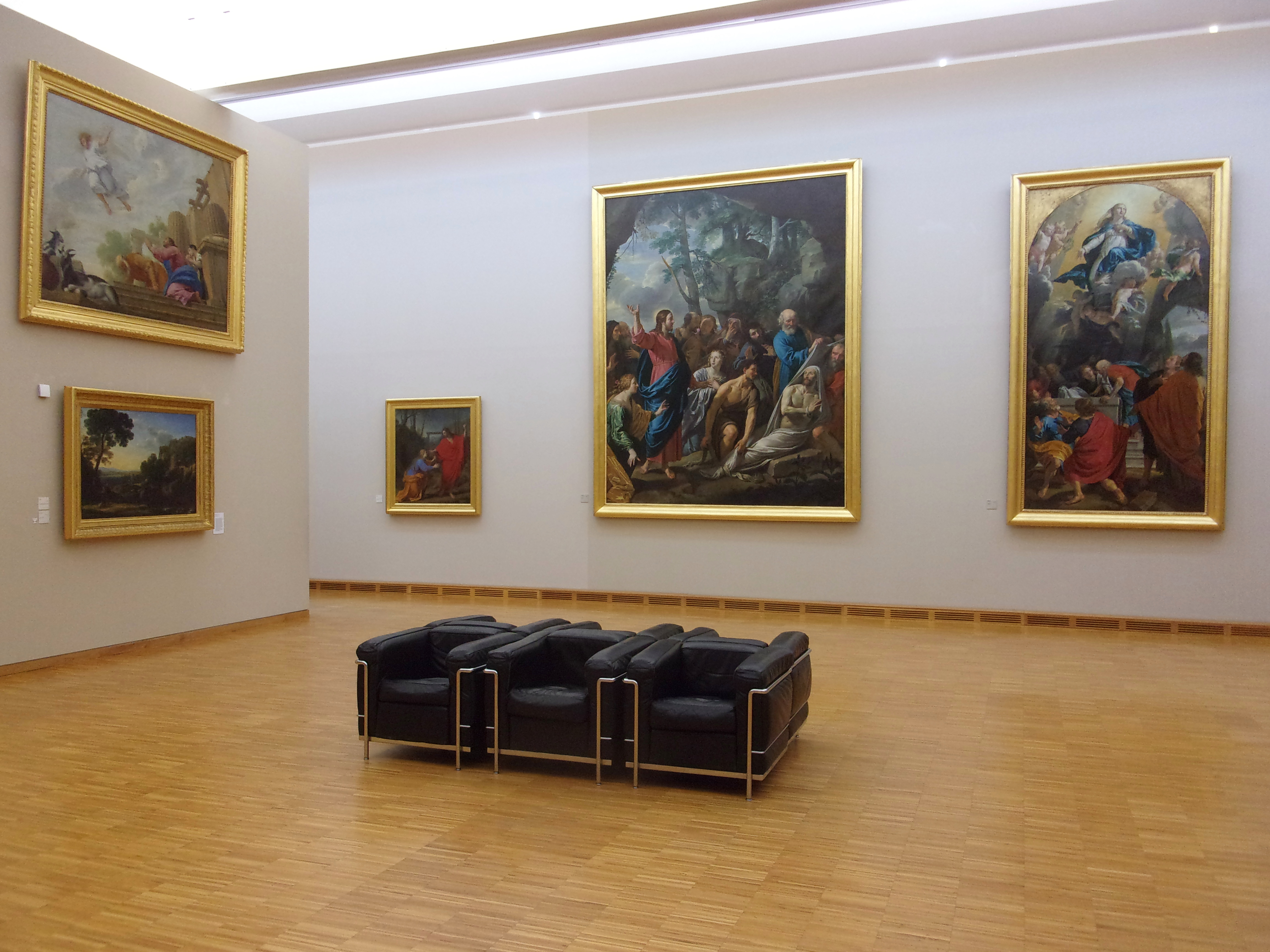
galerie du musée de Grenoble où est exposé ce tableau.

Le tableau a été peint à la demande de Léon Bouthillier, fils de Claude Bouthillier, surintendant des finances de Louis XIII, afin d'être installé dans l'église du Carmel de l'Annonciation, situé rue Saint-Jacques à Paris. La toile était placée entre deux autres panneaux du même auteur représentant l'un saint Germain d'Auxerre, l'autre saint Vincent.
Ce tableau est exposé au musée de Grenoble, près de La Résurrection de Lazare une autre œuvre de Philippe de Champaigne.

## Thème iconographique
Ce tableau présente la montée de la Vierge Marie au ciel (entourée d'angelots), une croyance reposant sur la tradition catholique de l'Assomption, laquelle sera définie ultérieurement comme un dogme de foi par la constitution apostolique.

## Description
La composition verticale superpose deux registres, l'un céleste, l'autre terrestre :
La Vierge en gloire porté par un nuage supporté par trois angelots dans le haut cintré également encadré d'anges, et dont un porte une couronne de lauriers dans une main.
Le bas de la composition occupe le domaine terrestre et montre la découverte par les apôtres du tombeau vide ; Ces derniers, stupéfaits, lèvent leurs yeux au ciel, certains également leurs bras, a contrario de deux des leurs restant étonnés contemplant le tombeau ouvert (dont un probablement, selon les textes, étant saint Thomas, l'incrédule).
Deux apôtres placés à droite, sur un fond de paysage, regardent vers le ciel, dans une posture droite (dont celui portant une toge orange, probablement, toujours dans la tradition, étant Jésus lui-même).
Le Livre ferme la composition à leurs pieds.